# Villa de Allende
Villa de Allende és un municipi de l'estat de Mèxic. San José Villa de Allende és el cap de municipi i principal centre de població d'aquesta municipalitat. Aquest municipi és a la part nord-occidental de l'estat de Mèxic. Limita al nord amb el municipi de San José del Rincón, al sud amb Ixtapan del Oro, a l'oest amb Michoacán i a l'est amb Villa Victoria.